# طواف إيطاليا 1935
طواف إيطاليا 1935 هو سباق دراجات هوائية أقيم في إيطاليا بتاريخ 18 مايو – 9 يونيو، تكون السباق من 18 مرحلة وامتدّ لمسافة 3577 كم بسرعة 31.363 كم/س، استغرق السباق 113 ساعة 22 دقيقة 46 ثانية. فاز به الإيطالي فاسكو بيرجاماشي.